# Palacio de Justicia de Córdoba

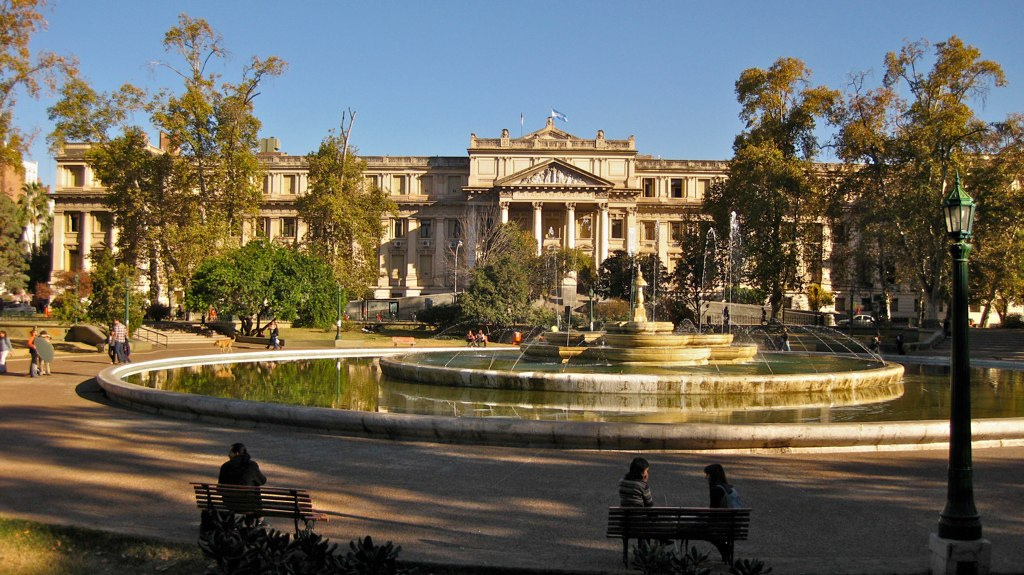
Vista desde el Paseo de Sobremonte de la fachada principal o frontis del Palacio de Justicia de Córdoba, fotografiado a inicios de otoño.

El Palacio de Justicia de Córdoba, ubicado en la ciudad argentina de Córdoba  es el edificio donde reside el Tribunal Superior de Justicia (TSJ), máxima instancia judicial de la provincia de Córdoba, que tiene poder y competencia en todo el territorio cordobés.
Llamado Tribunales I se lo reconoce como monumento histórico, ya que refleja en su construcción el valor histórico, arquitectónico, cultural y artístico de la época en la que fue construido hasta el día de hoy.

## Ubicación

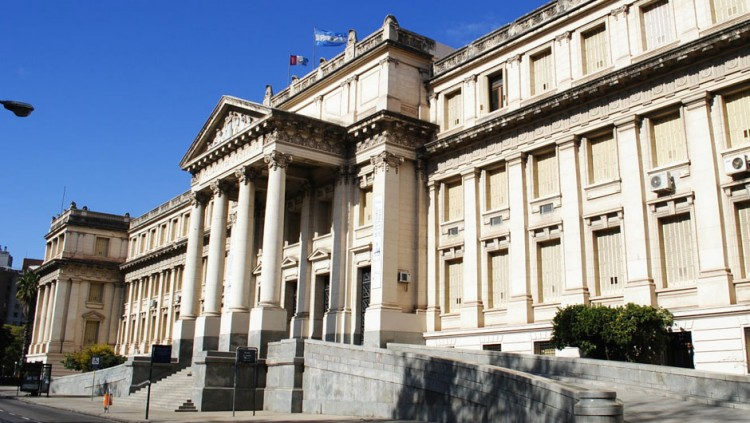
Parte Frontal o fachada principal.

El Palacio de Justicia de Córdoba está ubicado en un lugar estratégico en pleno centro, evidenciando así, su antigüedad e importancia. Su dirección es Caseros 551 y ocupa toda la manzana delimitada por las calles A. M. Bas, Bolívar, Caseros y Duarte Quiros.
Ubicado Frente al Paseo Sobremonte, la Plaza de la Intendencia y el Palacio Municipal de Córdoba. A pocas cuadras del arroyo transformado en paseo urbano denominado La Cañada.

## Historia
El majestuoso Palacio de Tribunales es obra de una época trascendente de la Argentina. Su estilo es espejo de la arquitectura europea impulsada por los gobiernos conservadores de Julio Argentino Roca y Ramón J. Cárcano. Terminado en 1937, de diseño arquitectónico neoclásico, muestra en su frente  la balanza símbolo de la justicia. 
Fue declarado monumento histórico nacional el 5 de septiembre de 1986, diseñado por los arquitectos José Hortal  y Salvador Godoy, inaugurado el 11 de febrero de 1936, por el entonces gobernador Pedro J. Frías. En el Salón de los Pasos Perdidos se erige un mausoleo, en el que están depositados los restos mortales de Dalmacio Vélez Sarsfield, jurista cordobés, autor del Código Civil de la República Argentina.

## Arquitectura

### Edificio y estructura
Cuenta con tres plantas y un subsuelo. Se destaca el pórtico de acceso con una escalinata y coronado por un tímpano sobre cuatro columnas de orden jónico. Se puede apreciar el alto relieve de frontispicio, que representa la Justicia con sus atributos. Sus fachadas están revestidas en símil piedra París (actualmente oculto bajo capas de pintura). En el interior se encuentra el Salón de los Pasos Perdidos que ocupa el área central.

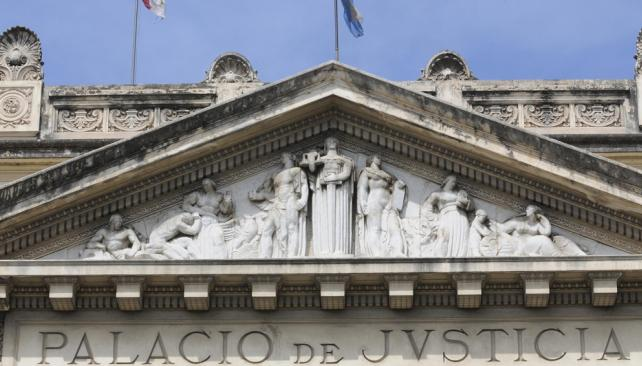
Tímpano del Palacio de Justicia de Córdoba Argentina (del escultor Troiano Troiani.) caracterizado por su friso con esculturas neoclásicas en relieve (notar que la palabra Justicia está escrita parcialmente al modo latino con una V en lugar de U).

### Arte y patrimonio cultural
En la antigua Grecia se esculpieron abundantes relieves. El palacio está construido con algunos materiales principales de esta corriente: se usó mármol, piedra caliza y terracota, destacando el profundo tallado en sus fachadas, pilares, paredes y techos.
Los temas de la escultura griega fueron retratos de cuerpo entero, cubiertos con paños o desnudos, tal como se ven en el Salón de los Pasos Perdidos. Posee figuras humanas perfectamente talladas, representando justicia y paz.
Allí se ven dos de los elementos característicos del estilo:
- Arcos: el arco de medio punto es un tipo de arco con forma de semicírculo, y de dintel plano y de arco apuntado.
- Columnas o pilares: las columnas de este edificio son de estilo jónico, lo cual representa lo femenino. El jónico es más fino y rico, representando así la significación alegórica de la  Justicia como una mujer con los ojos vendados y portando en una mano una gran espada y en la otra una balanza (véase Alegoría de la Justicia o Justicia (alegoría)).

### Salón de los pasos perdidos
Al ascender por las escalinatas del edificio, se llega al hall central, donde se encuentra el majestuoso Salón de los Pasos Perdidos. Este espacio destaca por sus murales, frisos y alegorías que representan momentos clave de la historia antigua de Córdoba, además de ofrecer una visión hacia el futuro, reflejando el carácter científico e industrial que se proyecta para la ciudad.
Entre las principales salas de audiencia, se encuentran notables pinturas alegóricas y representativas, obra de destacados artistas como Camilioni, Lescano Ceballos, Vidal y Valle, quienes plasmaron su arte en estos espacios emblemáticos.
Al ingreso, a ambos lados del vestíbulo principal, resaltan los bustos de dos de las figuras más importantes del Derecho argentino: el cordobés Dalmacio Vélez Sársfield y el tucumano Juan Bautista Alberdi. En el primer piso hay imponentes esculturas alegóricas de dos metros de alturas realizadas por el italiano Troiano Troiani con las figuras de la Libertad, la Conciliación, la Jurisprudencia y la Verdad.

## Organización funcional
Los recursos extraordinarios de la Superintendencia de la Administración de Justicia, dicta el Reglamento Interno del Poder Judicial a los principios de celeridad, eficiencia y descentralización, nombra y remueve a sus empleados, fija el régimen disciplinario, respetando el derecho de defensa, y vigila la conducta de los magistrados, funcionarios y empleados, entre otras funciones enumeradas en la Ley Orgánica del Poder Judicial y La Constitución de la Provincia de Córdoba.

### Áreas y sectores laborales
El Palacio de Justicia, cuenta con diversas áreas y sectores laborales:
- Tribunal Superior de Justicia
- Administrador general
- Oficinas de Apoyo
- Centro de Estudios y Proyectos Judiciales Centro de Perfeccionamiento Ricardo C. Núñez
- Centro Judicial de Mediación
- Oficina de Derechos Humanos y Justicia Oficina de Ética Judicial
- Oficina de Prensa y Proyección Socio-Institucional
- Oficina de Atención Ciudadana
- Oficina de Sumarios Administrativos

#### Área Jurisdiccional
- Capital
  - Fuero Civil y Comercial
  - Fuero Contencioso-Administrativo
  - Fuero de Familia
  - Fuero Electoral
  - Fuero Laboral
  - Fuero de Menores
  - Fuero Penal

- Interior
  - Primera circunscripción
  - Segunda circunscripción
  - Tercera circunscripción
  - Cuarta circunscripción
  - Quinta circunscripción
  - Sexta circunscripción
  - Séptima circunscripción
  - Octava circunscripción
  - Novena circunscripción
  - Décima circunscripción

#### Área Administrativa
- Administración
- Archivo General
- Infraestructura
- Oficina de coordinación del interior
- Recursos humanos
- Secretaría Legal y Técnica
- Servicios Judiciales
- Tecnologías de la información y comunicaciones